# Le Tallud
Le Tallud és un municipi francès situat al departament de Deux-Sèvres i a la regió de la Nova Aquitània. L'any 2007 tenia 1.911 habitants.

## Demografia

### Població
El 2007 la població de fet de Le Tallud era de 1.911 persones. Hi havia 728 famílies de les quals 122 eren unipersonals (45 homes vivint sols i 77 dones vivint soles), 342 parelles sense fills, 248 parelles amb fills i 16 famílies monoparentals amb fills.
La població ha evolucionat segons el següent gràfic:
Habitants censats

### Habitatges
El 2007 hi havia 777 habitatges, 746 eren l'habitatge principal de la família, 13 eren segones residències i 18 estaven desocupats. 767 eren cases i 10 eren apartaments. Dels 746 habitatges principals, 583 estaven ocupats pels seus propietaris, 159 estaven llogats i ocupats pels llogaters i 5 estaven cedits a títol gratuït; 2 tenien una cambra, 22 en tenien dues, 97 en tenien tres, 211 en tenien quatre i 415 en tenien cinc o més. 610 habitatges disposaven pel capbaix d'una plaça de pàrquing. A 276 habitatges hi havia un automòbil i a 432 n'hi havia dos o més.

### Piràmide de població
La piràmide de població per edats i sexe el 2009 era:
| Homes | Edats   | Dones |
| ----- | ------- | ----- |
| 0     | 95 o +  | 0     |
| 4     | 90 a 94 | 4     |
| 4     | 85 a 89 | 28    |
| 12    | 80 a 84 | 16    |
| 32    | 75 a 79 | 36    |
| 28    | 70 a 74 | 32    |
| 52    | 65 a 69 | 72    |
| 72    | 60 a 64 | 32    |
| 64    | 55 a 59 | 68    |
| 92    | 50 a 54 | 80    |
| 60    | 45 a 49 | 68    |
| 56    | 40 a 44 | 68    |
| 64    | 35 a 39 | 84    |
| 84    | 30 a 34 | 48    |
| 60    | 25 a 29 | 48    |
| 52    | 20 a 24 | 28    |
| 52    | 15 a 19 | 52    |
| 44    | 10 a 14 | 60    |
| 44    | 5 a 9   | 56    |
| 44    | 0 a 4   | 48    |

## Economia
El 2007 la població en edat de treballar era de 1.206 persones, 868 eren actives i 338 eren inactives. De les 868 persones actives 809 estaven ocupades (423 homes i 386 dones) i 59 estaven aturades (17 homes i 42 dones). De les 338 persones inactives 141 estaven jubilades, 77 estaven estudiant i 120 estaven classificades com a «altres inactius».

### Ingressos
El 2009 a Le Tallud hi havia 790 unitats fiscals que integraven 2.004,5 persones, la mediana anual d'ingressos fiscals per persona era de 16.963 €.

### Activitats econòmiques
Dels 60 establiments que hi havia el 2007, 1 era d'una empresa extractiva, 3 d'empreses alimentàries, 7 d'empreses de fabricació d'altres productes industrials, 15 d'empreses de construcció, 12 d'empreses de comerç i reparació d'automòbils, 5 d'empreses de transport, 5 d'empreses d'hostatgeria i restauració, 1 d'una empresa financera, 3 d'empreses immobiliàries, 4 d'empreses de serveis, 2 d'entitats de l'administració pública i 2 d'empreses classificades com a «altres activitats de serveis».
Dels 17 establiments de servei als particulars que hi havia el 2009, 4 eren tallers de reparació d'automòbils i de material agrícola, 3 paletes, 3 guixaires pintors, 3 fusteries, 1 lampisteria, 1 electricista, 1 perruqueria i 1 restaurant.
Dels 4 establiments comercials que hi havia el 2009, 1 era una fleca, 1 una carnisseria, 1 una botiga d'electrodomèstics i 1 un drogueria.
L'any 2000 a Le Tallud hi havia 45 explotacions agrícoles que ocupaven un total de 1.054 hectàrees.

## Equipaments sanitaris i escolars
L'únic equipament sanitari que hi havia el 2009 era una farmàcia.
El 2009 hi havia 2 escoles elementals.

## Poblacions més properes
El següent diagrama mostra les poblacions més properes.